# Lubichowo (gromada)
Lubichowo – dawna gromada, czyli najmniejsza jednostka podziału terytorialnego Polskiej Rzeczypospolitej Ludowej w latach 1954–1972.
Gromady, z gromadzkimi radami narodowymi (GRN) jako organami władzy najniższego stopnia na wsi, funkcjonowały od reformy reorganizującej administrację wiejską przeprowadzonej jesienią 1954 do momentu ich zniesienia z dniem 1 stycznia 1973, tym samym wypierając organizację gminną w latach 1954–1972.
Gromadę Lubichowo z siedzibą GRN w Lubichowie utworzono – jako jedną z 8759 gromad na obszarze Polski – w powiecie starogardzkim w woj. gdańskim na mocy uchwały nr 23/III/54 WRN w Gdańsku z dnia 5 października 1954. W skład jednostki weszły obszary dotychczasowych gromad Lubichowo, Bietowo, Zielona Góra, Szteklin i Mościska oraz miejscowość Wilcze Błota z dotychczasowej gromady Wilcze Błota ze zniesionej gminy Lubichowo w tymże powiecie. Dla gromady ustalono 27 członków gromadzkiej rady narodowej.
1 stycznia 1960 do gromady Lubichowo włączono miejscowości Boby, Kujawy, Osowo Leśne, Młynki, Polka, Skowronek i Sowi Dół ze zniesionej gromady Borzechowo w tymże powiecie.
1 stycznia 1962 do gromady Lubichowo włączono obszar zniesionej gromady Wda i miejscowość Zelgoszcz ze zniesionej gromady Zelgoszcz oraz serię parceli z obrębów Jawornik (karty map 5 i 8) i Połom (karta mapy 1) z gromady Osieczna w tymże powiecie.
Gromada przetrwała do końca 1972 roku, czyli do kolejnej reformy gminnej. 1 stycznia 1973 w powiecie starogardzkim w woj. gdańskim reaktywowano zniesioną w 1954 roku gminę Lubichowo (od 1999 w woj. pomorskim).